# Henrik Dreyer
Henrik Dreyer (født 1. oktober 1980) er en svensk håndboldspiller, der spiller for Viborg HK i Håndboldligaen. Han kom til klubben i 2007 fra Lugi Lund i den bedste svenske række.

## Eksterne links
- Spillerinfo Arkiveret 7. august 2007 hos  Wayback Machine